# Sperwer Groep

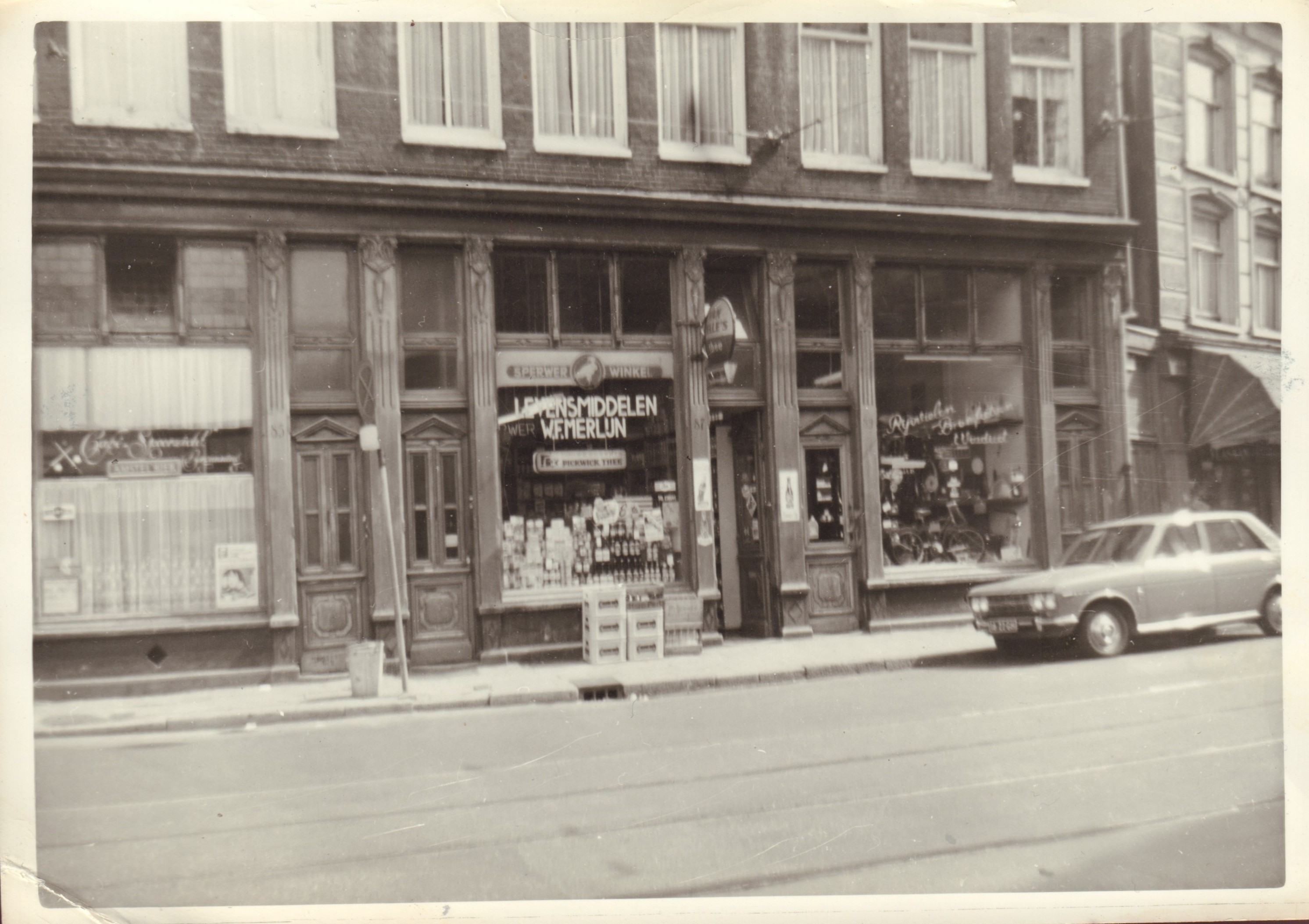
Een Sperwer winkel in Amsterdam

De Sperwer Groep, ook wel bekend als Sperwer Holding, was een Nederlandse detailhandelsorganisatie die verantwoordelijk was voor de supermarktformules PLUS en Spar. De organisatie leverde goederen en diensten aan de aaneengesloten zelfstandige ondernemers van haar formules, hieronder viel de commerciële ondersteuning op zowel landelijk als lokaal niveau. De inkoop was, samen met andere onafhankelijke detailhandelsorganisaties, geconcentreerd binnen de inkooporganisatie Superunie. 
De in 1928 opgerichte Sperwer Groep, kende een coöperatieve structuur. Haar activiteiten waren ondergebracht in afzonderlijke werkmaatschappijen, met een eigen winstverantwoordelijkheid.
Sperwer was samen met De Spar, de Centra, De VéGé en de ViVo een van de grote Nederlandse vrijwillige filiaalbedrijven. Na 1960 werden de Sperwer kruidenierswinkels omgebouwd tot zelfbedieningswinkels onder de naam 4=6 en in de jaren '80 omgebouwd tot Plusmarkt supermarkten.
Na de ondergang van Edah en Konmar in 2006 nam Sperwer samen met Sligro Food Group de Edah-supermarkten van Laurus over. De Edah-supermarkten die Sperwer had bemachtigd (circa 80) werden omgebouwd tot PLUS. In 2002 en 2003 werden er ook al ruim 80 Laurus-supermarkten overgenomen door Sperwer.
De Sperwer Groep was voor 45% eigenaar van Spar, de overige aandelen waren voor 45% in handen van Sligro Food Group en voor 10% in eigendom van de zelfstandige Spar-ondernemers.
In 2022 fuseerde de Sperwer Groep met Coop Nederland U.A. tot Coöperatie PLUS U.A..

## Resultaten
Onderstaand de resultaten van de Sperwer Groep.
| Jaar | Omzet**         | Netto resultaat* | Werknemers |
| ---- | --------------- | ---------------- | ---------- |
| 2019 | € 1.966.963.000 | € 10.016.000     | 851        |
| 2018 | € 1.916.276.000 | € 8.051.000      | 829        |
| 2017 | € 1.838.700.000 | € 10.329.000     | 828        |
| 2016 | € 1.754.026.000 | € 8.381.000      | 821        |
| 2015 | € 1.711.868.000 | € 10.005.000     | 797        |
| 2014 | € 1.595.151.000 | € 5.723.000      | 772        |
| 2013 | € 1.549.939.000 | € 7.296.000      | 741        |
| 2012 | € 1.536.810.000 | € 6.479.000      | 741        |
| 2011 | € 1.535.059.000 | € 11.312.000     | 770        |
| 2010 | € 1.481.706.000 | € 3.542.000      | 795        |
| 2009 | € 1.473.867.000 | € 12.095.000     | 821        |
| 2008 | € 1.574.759.000 | € 15.353.000     | 824        |
| 2007 | € 1.574.759.000 | € 22.987.000     | 795        |

* Inclusief 45% deelneming Spar Holding
** Vanaf 7 oktober 2007 worden de financiële gegevens van Spar Holding B.V. niet langer in de geconsolideerde financiële gegevens van de Sperwer Groep opgenomen.